# Судебные расходы
Суде́бные расхо́ды — затраты, понесённые участниками судебного процесса, в связи с рассмотрением и разрешением судебного дела.
Судебные расходы, возникающие при рассмотрении гражданских дел в Российской Федерации состоят из государственной пошлины, взимаемой государством за рассмотрение дела судом, и иных издержек, связанных с рассмотрением дела.

## Составные части судебных расходов в России

### Государственная пошлина
Государственная пошлина за рассмотрение дела — денежная выплата в государственный бюджет за выполнение судом своей обязанности по отправлению правосудия или выполнению иных властных полномочий.

#### Размер государственной пошлины
Размер государственной пошлины определен в главе 25.3 Налогового кодекса РФ. Кодекс устанавливает различия в размерах и порядке уплаты государственной пошлины при обращении в суды общей юрисдикции, арбитражные суды и конституционные (уставные) суды. 
При подаче в суд исковых заявлений имущественного характера государственная пошлина установлена в процентном отношении к цене иска. Для расчета госпошлины в таком порядке удобно пользоваться калькулятором госпошлины. Для неисковых требований и исковых неимущественных требований размер устанавливается в виде фиксированной суммы, для исковых требований имущественного характера — в зависимости от размера заявленного требования. Российским законодательством установлен различный размер государственной пошлины для физических и юридических лиц, кроме того, размер пошлины зависит от вида суда, рассматривающего дело.
При изменении размера исковых требований или предъявлении новых требований размер государственной пошлины пересчитывается.
Государственная пошлина уплачивается лицом, заявляющим соответствующее требование в суд. Суд вправе оставить представленное заявление без рассмотрения, если государственная пошлина не уплачена либо уплачена не в полном объёме.
Для некоторых категорий лиц предусмотрены льготы по уплате государственной пошлины, в виде освобождения от обязанности по её уплате, отсрочке или рассрочке.

### Издержки, связанные с рассмотрением дела
К издержкам, связанным с рассмотрением дела, согласно российскому процессуальному законодательству относятся:
- суммы, подлежащие выплате свидетелям, экспертам, специалистам и переводчикам;
- расходы на оплату услуг переводчика;
- расходы на проезд и проживание сторон и третьих лиц, понесённые ими в связи с явкой в суд;
- расходы на оплату услуг представителей;
- расходы на производство осмотра на месте;
- компенсация за фактическую потерю времени;
- связанные с рассмотрением дела почтовые расходы, понесённые сторонами;
- другие признанные судом необходимыми расходы.

Денежные суммы, подлежащие выплате свидетелям, экспертам, специалистам и переводчикам
Свидетелям, экспертам, специалистам и переводчикам возмещаются понесённые ими в связи с явкой в суд расходы на проезд и проживание, а также выплачиваются суточные. За гражданами, вызываемыми в суд в качестве свидетелей, сохраняется средний заработок по месту работы или компенсация за потерю времени исходя и установленного законом минимального размера оплаты труда.
Эксперты, специалисты получают вознаграждение за выполненную ими по поручению суда работу, если эта работа не входит в круг их служебных обязанностей. Размер вознаграждения определяется судом по согласованию со сторонами.
Взыскание компенсации за потерю времени
Со стороны, недобросовестно заявившей неосновательный иск или спор относительно иска либо систематически противодействовавшей правильному и своевременному рассмотрению и разрешению дела, суд может взыскать в пользу другой стороны компенсацию за фактическую потерю времени. Размер компенсации определяется судом в разумных пределах и с учётом конкретных обстоятельств.
Возмещение расходов на оплату услуг представителя
Стороне, в пользу которой состоялось решение суда, по её письменному ходатайству суд присуждает с другой стороны расходы на оплату услуг представителя в разумных пределах. В случае, если в установленном порядке услуги адвоката были оказаны бесплатно стороне, в пользу которой состоялось решение суда, указанные в части первой настоящей статьи расходы на оплату услуг адвоката взыскиваются с другой стороны в пользу соответствующего адвокатского образования.

## Возмещение судебных расходов в России
При отказе полностью или частично в иске лицу, обратившемуся в суд, ответчику возмещаются за счет средств соответствующего бюджета понесённые им издержки, связанные с рассмотрением дела, полностью или пропорционально той части исковых требований, в удовлетворении которой истцу отказано.
Издержки, понесённые судом в связи с рассмотрением дела, и государственная пошлина, от уплаты которых истец был освобождён, взыскиваются с ответчика, не освобожденного от уплаты судебных расходов, в федеральный бюджет пропорционально удовлетворенной части исковых требований. При отказе в иске издержки, понесённые судом в связи с рассмотрением дела, взыскиваются с истца, не освобожденного от уплаты судебных расходов, в федеральный бюджет.
В случае, если иск удовлетворен частично, а ответчик освобождён от уплаты судебных расходов, издержки, понесенные судом в связи с рассмотрением дела, взыскиваются в федеральный бюджет с истца, не освобождённого от уплаты судебных расходов, пропорционально той части исковых требований, в удовлетворении которой ему отказано. В случае, если обе стороны освобождены от уплаты судебных расходов, издержки, понесенные судом в связи с рассмотрением дела, возмещаются за счёт средств федерального бюджета.